# Cénotaphe de Southampton
Le cénotaphe de Southampton (en anglais : Southampton Cenotaph) est un mémorial de la Première Guerre mondiale conçu par Edwin Lutyens et situé à Watts Park (en) à Southampton, dans le Hampshire, dans le sud de l'Angleterre.
Le mémorial a été le premier d'une douzaine de Lutyens à être construit de manière permanente et il a influencé ses conceptions ultérieures, notamment le Cénotaphe de Whitehall à Londres. Il s'agit d'un pylône effilé à plusieurs niveaux qui culmine en une série de couches décroissantes avant de se terminer par un sarcophage vide qui présente un soldat allongé. Devant se trouve une sorte d'autel. Le cénotaphe contient de multiples détails sculpturaux, notamment une croix proéminente, les armoiries de la ville et deux lions. Les noms des morts sont inscrits sur trois côtés.
Le mémorial a été dévoilé lors d'une cérémonie publique le 6 novembre 1920. Peu de temps après, des inquiétudes ont émergé quant au fait que la liste des noms sur le cénotaphe était incomplète. Après une campagne dans les journaux, plus de 200 autres noms ont été identifiés et ceux-ci ont finalement été ajoutés au cénotaphe.
Au début du XXIe siècle, les gravures du mémorial s'étant sensiblement détériorées, plutôt que de d'endommager la maçonnerie, le cénotaphe a été complété en 2011 par une série de panneaux de verre qui portent tous les noms du cénotaphe, ainsi que des noms de la Seconde Guerre mondiale et des conflits ultérieurs.
Le mémorial est un bâtiment classé de Grade I.

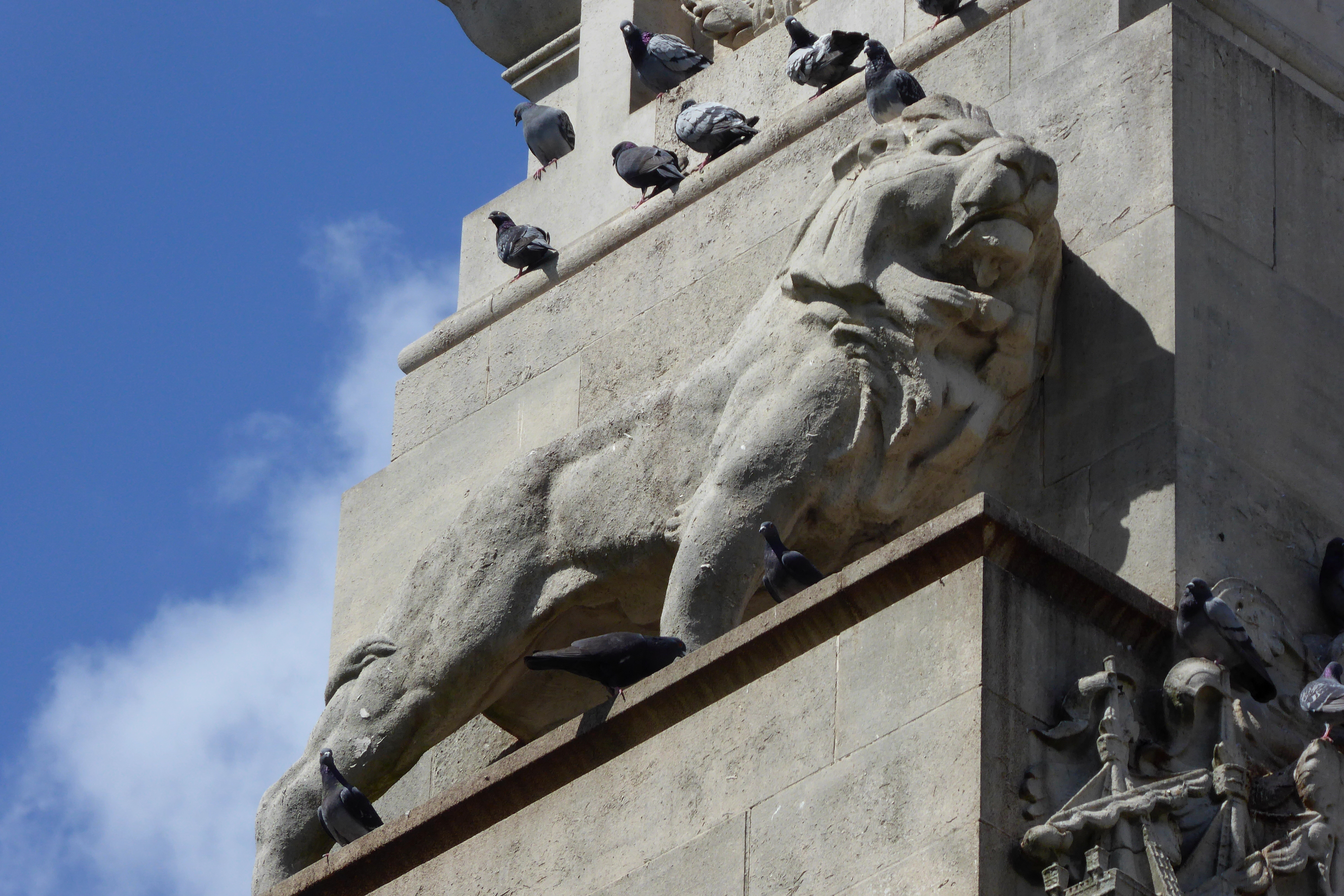
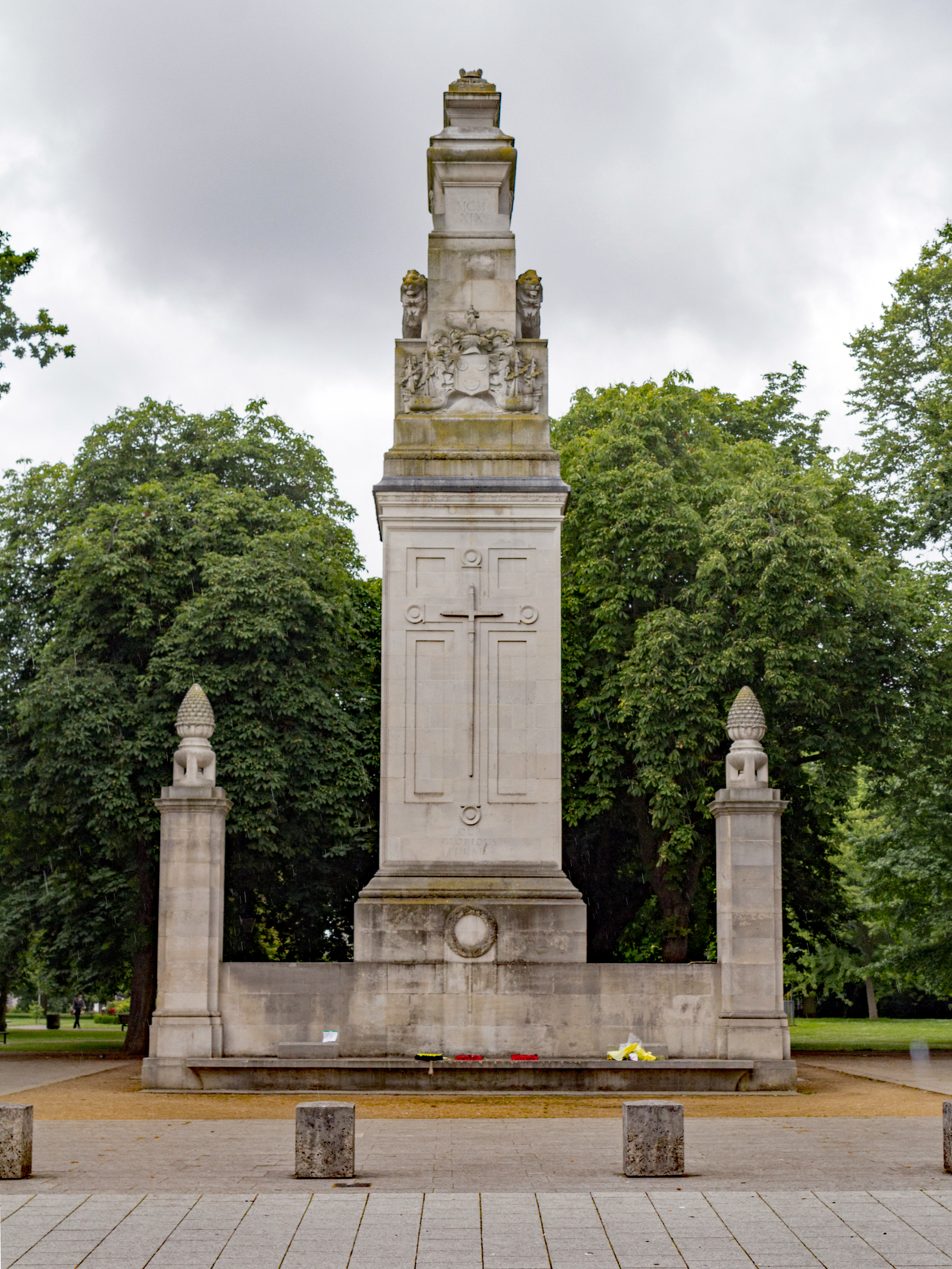
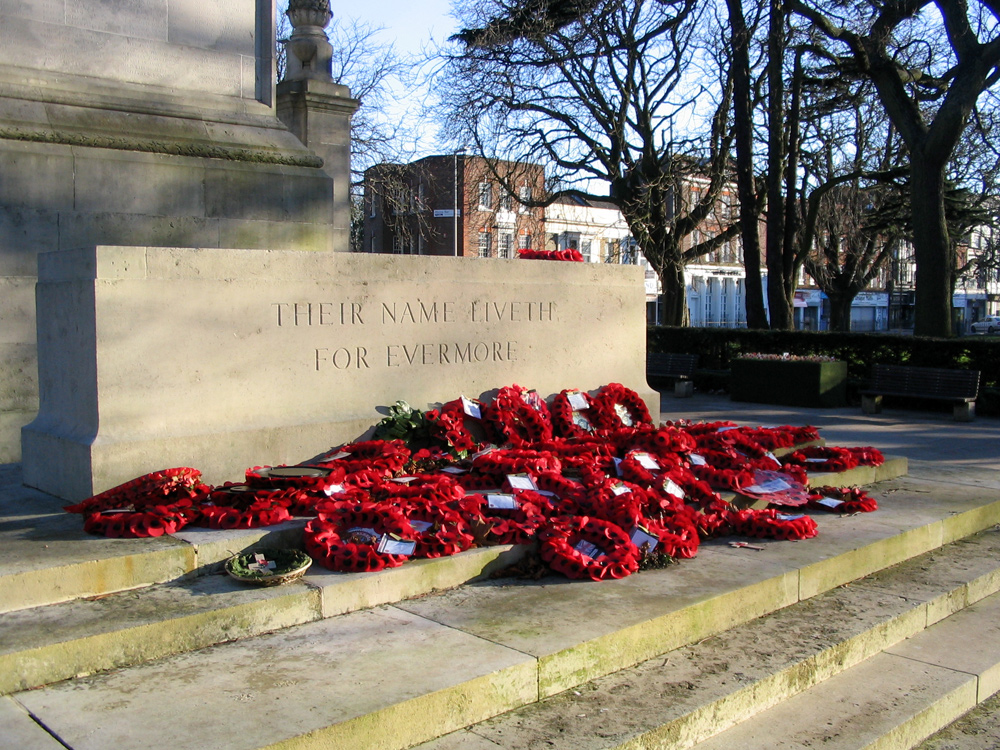
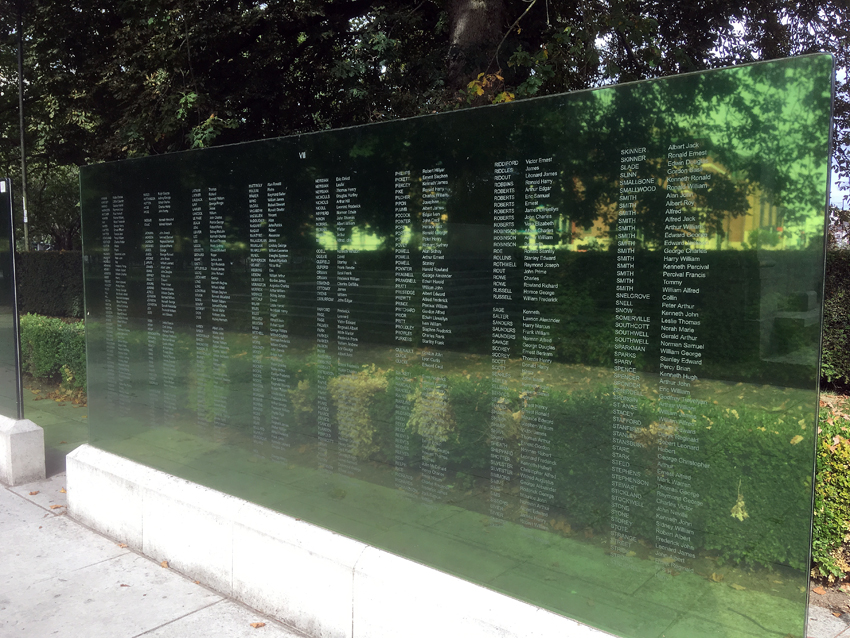